# Kajerkan
Kajerkan (ros. Кайеркан) - byłe miasto w azjatyckiej części Rosji, w Kraju Krasnojarskim, na południu półwyspu Tajmyr.
Kajerkan położony jest za kręgiem polarnym, 20 km na zachód od centrum Norylska, na brzegu rzeki Kajerkan, w dorzeczu Piasiny. Nazwa Kajerkan pochodzi z języka dołgańskiego i oznacza dosłownie "martwą dolinę".
Miejscowość powstała w 1943 jako część gułagu (część Norylłaga), gdzie wydobywano węgiel kamienny, początkowo w kopalni, od 1962 w odkrywce. W 1957 status osiedla pracowniczego. Dalszy rozwój związany z eksploatacją rud niklu i od 1982 status miasta. W 2005 włączony w skład Norylska.
W związku ze zmianą paliwa w miejscowej energetyce z węgla kamiennego na gaz ziemny, obecnie węgiel wydobywany jest w małych ilościach.